# Свєшніков Ігор Кирилович
Ігор Кирилович Свє́шніков (Свє́шников) (19 жовтня 1915, Київ — 20 серпня 1995, Дубно) — український історик , археолог, дослідник Берестецької битви 1651 року, доктор історичних наук (1972). Академік Краківської академії наук.

## Життєпис
Народився у дворянській сім'ї Кирила Петровича Свєшнікова та Надії Миколаївни Радченко. У 1921 родина переїхала у свій маєток у селі Хотин Дубенського повіту Волинського воєводства, де Ігор провів дитячі роки.
У 1930 році вступив до 4 класу гімназії м. Дубна, закінчивши яку (1935) здав конкурсні іспити на юридичний факультет Львівського університету. Але вже через рік, випадково потрапивши на лекції відомого археолога, професора Леона Козловського, настільки захопився археологією, що вона стала головною справою усього його життя. Офіційно навчаючись на юридичному факультеті, з власної ініціативи відвідував усі лекції з археології, відбув на кафедрі археології практичні заняття і став активним учасником археологічних семінарів.
Протягом 1946–1950 рр. брав участь у ряді археологічних експедицій, організованих Львівським відділенням Інституту археології Академії наук, що працювали на теренах Прикарпаття та Волині (Волиця Страклівська, Костянець (ур. Лиственщина), Ріпнів). Паралельно з музейною роботою здавав іспити і заліки, писав курсові роботи на історичному факультеті. У 1950 році закінчив навчання в університеті, здобувши диплом про вищу освіту. У 1952 році здійснює самостійні розкопки поселення ранньоскіфського часу біля с. Сухостав на Тернопільщині, а протягом п'яти польових сезонів (1953–1957 рр.) на запрошення Тетяни Пасек працював у складі експедиції Інституту археології АН СРСР у Молдови.
Восени 1957 року поблизу с. Дитиничі разом із Г. М. Власовою досліджували могильник вельбарської культури, де вперше було здобуто матеріали, що засвідчували присутність на території Волині гепідських племен; протягом 1957–1958 рр. у цьому ж складі вивчалися поселення та могильник городоцько-здовбицької культури початку бронзової доби біля с. Здовбиця Здолбунівського району на Рівненщині. Здобуті матеріали були покладені в основу написання кандидатської дисертації на тему «Пам'ятки племен бронзової доби Прикарпаття і Західного Поділля», яку він успішно захистив у 1958 році в Інституті археології АН СРСР. У системі Міністерства культури України це була перша кандидатська дисертація, захищена в Україні музейним працівником. 20 вересня 1959 року перейшов на роботу у відділ археології Інституту суспільних наук АН УРСР (нині Інститут українознавства ім. І. Крип'якевича НАН України).
Помер у Дубно, Рівненська область. Похований в Івано-Франковому на Яворівщині.

## Наукова діяльність
Досліджував пам'ятки доби бронзи в с. Городок, Здовбиця, Озліїв, Костянець Рівненської області, курган тшинецько-комарівської культури та гробницю культури кулястих амфор в с. Івання, могильник вельбарської культури в с. Дитиничі Дубенського р-ну Рівненської області.
Понад 20 років проводив розкопки на місці Берестецької битви, результати яких узагальнив у монографії «Битва під Берестечком» (1993).
Досліджував давньоруське літописне місто Звенигород біля Львова, де виявив перші в Україні берестяні грамоти.
Автор монографій про культури шнурової кераміки та кулястих амфор, путівника по заповіднику «Козацькі могили» (Національний історико-меморіальний заповідник «Поле Берестецької битви»), монографії про Берестецьку битву 1651 року, численних публікацій у наукових журналах та в пресі.
Почесний член Рівненського краєзнавчого товариства Всеукраїнської спілки краєзнавців.
Краківська академія наук (Польща) незадовго до кончини вченого прийняла його в академіки.

## Родина
Його син Свєшніков Кирило Ігорович — доктор геолого-мінералогічних наук, професор.

## Праці
- Свєшніков І. Звенигород, якому 900 років // Жовтень. — Львів, 1987. — № 9. — С.98–106. ISSN 0131-0100
- Свєшніков І. К. Битва під Берестечком. — Львів: Слово, 1992. — 304 с.
- Свєшніков І. К. Музей заповідник Козацькі Могили — Львів: Каменяр, 1990 — 122 с.
- Свешников И. К., 1968. Богатые погребения комаровской культуры у с. Иванья Ровенской области // СА. № 2. Berezanskaja S.S, Klochko V.I., 1998. (рос.)
- Свешников И. К. Культура шаровидных амфор. — М.: Наука, 1983. — 86 с.: ил. — (Археология СССР. Свод археол. источников / АН СССР. ИА; Вып. В1—27). — Библиогр.: с.38-59. (рос.)
- Свешников И. К. Первобытное искусство Прикарпатья и Волыни как отражение веровании и экономики древнего общества // Идеологические представления древнейших обществ: Тез. докл. конф. — М., 1980. — С. 94—96.
- Свешников И. К. Работа Ровенской экспедиции [Ровен. и Терноп. обл.] / Свешников И. К., Конопля В. М. // АО 1981 г. — М., 1983. — С.319.
- Свешников И. К. Раскопки поселения у с. Остров [Ровен. обл.] // АО 1980. — М., 1981. — С.309-310.